# أنتوني تاكر
أنتوني تاكر (4 أبريل 1969 بواشنطن العاصمة في الولايات المتحدة - ) (بالإنجليزية: Anthony Tucker)‏ هو لاعب كرة سلة أمريكي في مركز هجوم قوي الجسم. لعب مع واشنطن ويزاردز.

## وصلات خارجية
- أنتوني تاكر على موقع إن بي أي (الإنجليزية)
- أنتوني تاكر على موقع سبورتس رفرنس (الإنجليزية)
- أنتوني تاكر على موقع كرة السلة الأوروبية.كوم (الإنجليزية)
- أنتوني تاكر على موقع كلية كرة السلة في سبورتس رفرنس.كوم (الإنجليزية)
- أنتوني تاكر على موقع ريلجم (الإنجليزية)
- أنتوني تاكر على موقع بروبوليرز (الإنجليزية)
- أنتوني تاكر على موقع سبورتس رفرنس (الإنجليزية)